# Indonemoura jacobsoni
Indonemoura jacobsoni är en bäcksländeart som först beskrevs av František Klapálek 1912.  Indonemoura jacobsoni ingår i släktet Indonemoura och familjen kryssbäcksländor. Inga underarter finns listade i Catalogue of Life.